# Michael Barne
Michael Barne (15 de Outubro de 1877 – 31 de Maio de 1961) foi um oficial da Expedição Discovery (1901-04) e o seu último sobrevivente.

## Primeiros anos de vida
Barne nasceu em Sotterley Park, Suffolk, filho de Frederick Barne e de sua esposa Lady Constance Adelaide Seymour, filha de Francis Seymour, 5.º Marquês de Hertford. O seu pai era membro do parlamento pelo círculo eleitoral de East Suffolk. Foi educado na Stubbington House School como preparação para a Marinha, onde entrou ao serviço como guarda-marinha em 1893. Em 1898, recebeu uma comissão como oficial a bordo do  HMS Porcupine.

## Expedição "Discovery"
Em 1901, foi escolhido por Scott para segundo-tenente da expedição. Apesar de ter sofrido de queimaduras provocadas pelo gelo, Barne escreveu vários apontamentos ao longo dos seus três anos na expedição, sobre as condições gerias da expedição bem como das suas áreas de especialização(magnetómetro e leitura de profundidades). Scott salientou a sua capacidade de manter em calma em situações de potencial tensão. A enseada de Barne, um acidente geográfico de 27 km no lado ocidental da Plataforma de gelo Ross que ele descobriu tem o seu nome. Recebei a Medalha Polar pelo seu contributo na expedição.

## Carreira pós-Antárctida
Quando regressou da Antárctida, Barne casou, e regressou ao serviço activo ao comando do Coquette, mas continuou a corresponder-se com Scott sobre formas de transporte em expedições futuras. Durante a Primeira Guerra Mundial, foi distinguido com a Ordem de Serviços Distintos enquanto comandava o Monitor M27, e retirou-se em 1919 no posto de capitão. Durante a Segunda Guerra Mundial, Barne voltou ao activo, ao comando de um navio de patrulha anti.submarino.